# Bruno O’Ya

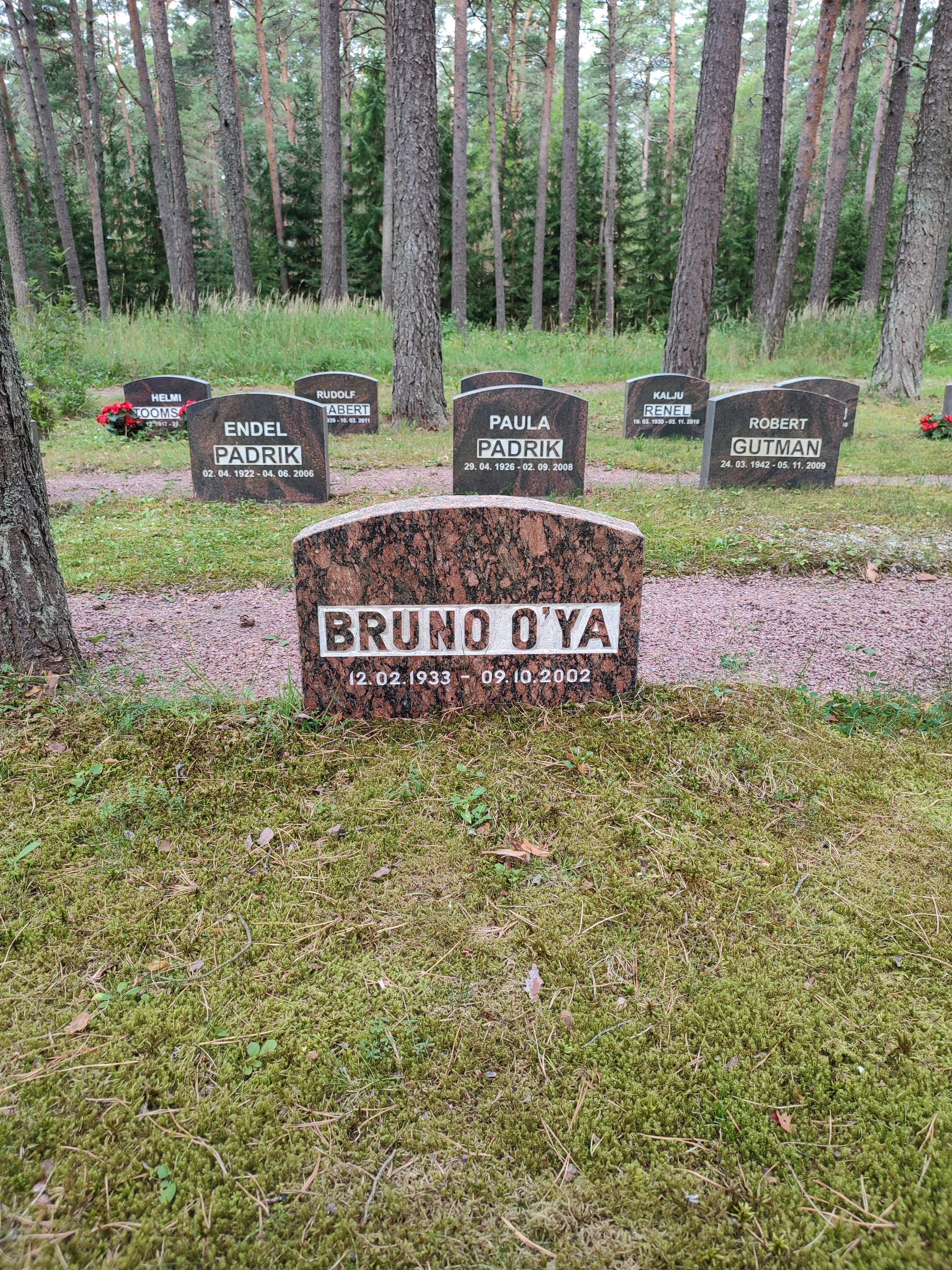
Grób Bruno O'Yi na Cmentarzu Metsakalmistu w Tallinnie

Bruno O’Ya, właśc. Bruno Oja (ur. 12 lutego 1933 w Tallinnie, zm. 9 października 2002 w Tartu) – estoński aktor, pisarz, piosenkarz, jazzman i sportowiec. Jako aktor debiutował w filmach radzieckich, za rolę w Nikt nie chciał umierać otrzymał w 1967 Nagrodę Państwową ZSRR. W latach 1967–1993 mieszkał we Wrocławiu, w Polsce wystąpił m.in. w Potopie Jerzego Hoffmana oraz w Wilczych echach Aleksandra Ścibora-Rylskiego. W 1993 powrócił do rodzinnej Estonii, zamieszkał w Tartu, gdzie zmarł w 2002.

## Życiorys
Jego ojciec był Estończykiem, matka Szwedką. W wieku pięciu lat rozpoczął naukę gry na fortepianie pod okiem Eugena Kappa. Po II wojnie światowej rozpoczął studia medyczne na Uniwersytecie w Tartu, które kontynuował w Moskwie, jednak przed ich ukończeniem przeniósł się na wydział wychowania fizycznego Uniwersytetu Ryskiego, jednak tych studiów także nie ukończył. Zamiast tego wstąpił do drużyny koszykarskiej Spartak Ryga, w której zaczął odnosić pierwsze sukcesy sportowe. Został powołany do reprezentacji Łotewskiej Socjalistycznej Republiki Radzieckiej, a ostatecznie także do reprezentacji ZSRR w koszykówce. Równolegle ukończył także kurs aktorski organizowany przez ryski Teatr Pantomimy, w latach 1956–1963 występował także jako muzyk i wokalista jazzowy oraz szefował ryskiemu jazz-bandowi i festiwalowi tej muzyki organizowanemu w stolicy Łotwy. Koncertował z Raimondsem Paulsem.
Po odwilży jako muzyk został zaproszony do występów w radzieckiej telewizji, wkrótce po tym wydarzeniu, w roku 1959, zadebiutował jako aktor w filmie Otczaja ziemla. Przełom w jego karierze filmowej stanowił film Nikt nie chciał umierać, wielokrotnie nagradzany na festiwalach w ZSRR i za granicą. Sam Bruno Oja za rolę Broniusa otrzymał w 1967 Nagrodę Państwową ZSRR. Dzięki swojej skandynawskiej urodzie często był obsadzany w radzieckich filmach w rolach cudzoziemców, w latach 60. XX wieku zaczął także występować w filmach innych krajów bloku wschodniego.
Jesienią 1967 roku poślubił wrocławiankę Barbarę Zuzannę Sukmanowską, pierwszą z czterech swoich żon. Dzięki temu uzyskał pozwolenie na osiedlenie się w Polsce jeszcze w tym samym roku. Zamieszkał we Wrocławiu, gdzie prowadził m.in. Klub Związków Twórczych. Przyjaźnił się z satyrykiem Andrzejem Waligórskim.
Cieszył się w Polsce dużą popularnością dzięki roli chorążego Słotwiny w polskim westernie Wilcze echa (reż. Aleksander Ścibor-Rylski), gdzie niemówiącemu jeszcze po polsku aktorowi głosu użyczył Bogusz Bilewski oraz roli Józwy Butryma-Beznogiego w Potopie (reż. Jerzy Hoffman). Wystąpił także w takich polskich filmach i serialach, jak Kopernik, Kazimierz Wielki, Przyłbice i kaptury, Rycerze i rabusie, 07 zgłoś się, Pan Kleks w kosmosie. Ponadto grał w filmach enerdowskich (m.in. western Błąd szeryfa z 1970) i czechosłowackich (serial Ucieczka z krainy złota na motywach Jacka Londona z 1977 oraz film Poslední propadne peklu z 1982). Zagrał także jedną z głównych ról w fińskim filmie Tuntematon ystävä z 1978. Pozostał także aktywny w przemyśle filmowym ZSRR, wystąpił m.in. w Czerwonym namiocie (1969) o tragicznym ostatnim locie sterowca Italia, oraz w dramacie Centaury opowiadającym o ostatnich dniach prezydenta Salvadora Allende. W 1979 wystąpił gościnnie jako Wódz Bromden w sztuce Lot nad kukułczym gniazdem w reż. Krzysztofa Zanussiego w Starym Teatrze im. Modrzejewskiej w Krakowie. W 1977 roku wydał autobiografię pt. „Przepraszam, czy pan jest aktorem?”.
Po odzyskaniu przez Estonię niepodległości, w 1993 powrócił do ojczystego kraju. W kolejnych latach wielokrotnie odwiedzał Wrocław. W Estonii próbował swych sił jako przedsiębiorca, jednak bez sukcesów. Ostatecznie został pedagogiem w jednym z domów kultury w Tartu. W 1998 roku doznał poważnego udaru mózgu, po którym musiał ponownie uczyć się chodzić i mówić. U schyłku życia wydał 2-tomowy zbiór wspomnień pt. „Jako gość na tym świecie” (est. Külalisena siin maailmas).
Zmarł w Tartu 9 października 2002 po długiej chorobie nowotworowej.

## Filmografia

### Filmy
- 1959: Otczaja ziemla (ros. Отчая земля)
- 1960: Twojo sczastje  (ros. Твоё счастье)
- 1962: Sami na oceanie (ros. 49 дней)
- 1962: Droga do przystani (ros. Путь к причалу) jako Bruno, amerykański marynarz
- 1963: Gienierał i margaritki (ros. Генерал и маргаритки,) jako Władek Lechowski
- 1963: Strzał we mgle (ros. Выстрел в тумане) jako Binkl
- 1964: Skowronek (ros. Жаворонок) jako Obersturmbannführer
- 1965: Pomni, Kaspar! (ros. Помни, Каспар!) jako Sturmführer Ots
- 1965: Wriemia, wpieriod! (ros. Время, вперёд!) jako Thomas Bicksby
- 1965: Na odnoj płanietie (ros. На одной планете) jako Albert Rhys Williams
- 1965: Gipierbołoid inżeniera Garina (ros. Гиперболоид инженера Гарина) jako Jansen
- 1966: Nikt nie chciał umierać (lit. Niekas nenorėjo mirti, ros. Никто не хотел умирать) jako Lokys
- 1967: Operacja „Trust” (Операция «Трест») jako Birk
- 1967: Kiedy miłość była zbrodnią (niem. Rassenschande) jako Denis Lenoir, jeniec amerykański
- 1968: Wilcze echa jako chorąży Piotr Słotwina
- 1969: Wyzwolenie (ros. Освобождение)
- 1970: Tuntematon ystävä
- 1970: Błąd szeryfa (niem. Tödlicher Irrtum) jako Hank Jackson
- 1970: Pułapka jako Anton[5]
- 1971: Aktorka jako Kasjo
- 1971: Czornyje suchari (ros. Чёрные сухари) jako Fred Stoun
- 1972: Opętanie jako właściciel kawalerki
- 1972: Kopernik jako chorąży niosący sztandar na pogrzebie króla
- 1974: Głowy pełne gwiazd jako oficer radziecki
- 1974: Potop jako Józwa Butrym
- 1975: Swatbitie na Joan Asien (ros. Сватбите на Йоан Асен) jako Kniaź Jurij
- 1975: Kazimierz Wielki jako Spytek z Melsztyna
- 1977: Żołnierze wolności (ros. Солдаты свободы, cz. 4) jako Skorzeny
- 1978: Tuntematon ystävä jako Bruno Lindén / Furman / Ksiądz
- 1978: Kientawry (ros. Кентавры) jako Nilson
- 1979: ...cóżeś ty za pani... jako ojciec Jakuba
- 1980: Czułe miejsca jako oficer
- 1982: Poslední propadne peklu jako Hoff
- 1983: Ostrze na ostrze jako Jacek Dydyński
- 1983: Wedle wyroków twoich... jako chłop Pietrek
- 1984: Czas dojrzewania jako Szwed Haakon
- 1984: Przyspieszenie jako Dziadek Mróz
- 1986: Na całość jako Skandynaw
- 1986: Rykowisko jako senator Mickey Caposta
- 1987: Pociąg do Hollywood jako Wampir
- 1988: Pan Kleks w kosmosie jako Dowódca transportowca ARGO 1417
- 2001: Lightmaker

## Seriale
- 1976: Zaklęty dwór jako kozak Panczuk
- 1977: Ucieczka z krainy złota (slow. ). Útek zo zlatej krajiny) jako Elam Harnish
- 1977: Znak orła jako rycerz z Łęczycy
- 1978: 07 zgłoś się jako ochroniarz Gryzbonia vel Karolaka (odc. 9)
- 1984: Rycerze i rabusie jako Jacek Dydyński
- 1985: Przyłbice i kaptury jako Brunon Brenner, narzeczony Very

## Płyty
- 1971 - bez tytułu - Czechosłowacja, vinyl, 7", 45 RPM, mono, etykieta Panton – 03 0259
- 1973 - Я Иду, Иду, Иду... - Finladia, vinyl, LP, etykiety KISS – RPLP 5001, Sokos Sound – RPLP 5001
- ??? - Mustalaiselämäni / Tiet, - Finlandia, vinyl, 7", 45 RPM, stereo, etykieta Lovebird - RPS 122
- 1977 - Strangers Can Turn To Lovers / My Unknown Friend (wraz z Kate O'Mara) - Finlandia, vinyl, 7", 45 RPM, single; etykieta Yes Record (Finlandia) - SAU 15